# ファミリーキャッチャー
ファミリーキャッチャー（英:FAMILY CATCHER）は、2003年10月にエイブルコーポレーションによって開発、発売されたプライズゲームである。
同社より同年5月に発売された「ファイナルキャッチャー・LADY BIRD」(下記参照)が原案。

## 概要
多数のプライズマシンが並ぶゲームコーナーで、ロケを訪れたユーザーへプレイしてもらうためにインパクトを与える目的で6本アームが使用された。そのため製品発表時には、アミューズメントジャーナルにて『景品の人気がプライズコーナーのインカムを左右すると言われているプライズ市場において、マシンのインパクトだけでユーザーを引き込むことができる数少ないマシン』と評された。また、アームを6本にすることで景品を獲得できる可能性を高め、ライトユーザーの獲得にも効果的であった。発売前に行われたロケテストでも多くのオペレーター、ユーザーから高い評価を得た。

## システム
アームは最多で6本で使用できるアーム数がプレイごとに2〜6本と5パターンに変化し、使用できるアームはユーザーが自由に選択できる。基本はキャッチャー部中央の2本のアームを使用してのプレイだが、ユーザーの運次第では基本の2本にプラスされ、最多6本のアームを使ってプレイすることができるようになる。追加アームの数は、コンパネ部に用意されているデジタルルーレットによって決まる。コイン投入が、回転するルーレットをストップボタンを押して停止させ、その時表示されている数字(0〜4)が追加アームの数となる。使用したいアームは、ルーレットの隣にあるボタンで選択することができ、使用しないアームはキャッチャー部に折りたたまれる。ルーレットで4が出た時(6本アーム使用時)にはファンファーレが鳴る。アームスプリングの強さは36段階、追加アーム数を決定するルーレットで出やすい数字を変更するパターンは9種類ある。この2つの設定を組み合わせることで、オペレーターは324パターンの中からロケに合ったマシン調節をすることができる。また、1P、2Pで違う設定にすることも可能。アームの種類は大中小の3種類がある。

## ファイナルキャッチャー LADY BIRD

### 概要
てんとう虫をモチーフにしたクレーンゲーム。景品を狙うアームがそれぞれ独立して動くため、使用するアームの数をルーレットで決定するという新機構を用いたニュータイプのプライズマシン。キャッチャー部分のデザインにはてんとう虫を採用し、足がアームになっている。業界初の6本アーム筐体として発売された。

### システム
コイン投入後、ルーレットをストップボタンで止めて、2、3、6アームから使用するアーム数を決定する。ほしい景品を狙って、ボタン1でレディバードを手前に移動、ボタン2で左右に移動させて操作。6アーム使用時は「スーパーチャンス」と呼ばれ、筐体内のライトの点滅と音による演出がゲームを盛り上げる。